# Martin Crandall
Martin Lesley Crandall (20 de abril de 1975) es el teclista de la banda estadounidense de Rock Alternativo e Indie Rock The Shins. En algunas ocasiones toca el bajo, para permitir que Dave Hernández toque la guitarra eléctrica. Crandall es originario de Albuquerque, Nuevo México, pero pasó algunos años de la escuela secundaria en Las Vegas, Nevada (donde formó una banda llamada Capitán Ir). En la actualidad reside, junto con el resto de la banda en Portland, Oregón.